# منصور عبد العزيز
منصور عبد العزيز عبد الجليل هو أحد أبطال حرب أكتوبر 1973. ولد بمحافظة أسوان مركز دراو وأتم تعليمه في أسوان ثم التحق بالكلية الحربية بالقاهرة وتخرج في الدفعة 42.

## حياته العسكرية
شارك في حرب اليمن عام 1965 ثم حرب يونيو عام 1967 كقائد سرية وحرب أكتوبر عام 1973 كقائد كتيبة وحرب مصر وليبيا عام 1977 كقائد فوج،

### حرب أكتوبر
في مساء 7 أكتوبر 1973 طلب منه قائد اللواء 12 مشاة بالجيش الثالث الميداني العميد عادل سليمان داوود تشكيل قوة للقيام بعملية خطف أسير لاستطلاع تحركات العدو وبالرغم من كونه ضابط مدفعية فقد أصر على قيادة هذه المجموعة، وكانت المهمة القيام بخطف أسير وملاقاة رتل مدرع في أول ضوء للنهار على طريق الجدى بعمق سبعة كيلومترات من الحد الأمامى للقوات، وتتكون القوة من 27 فرد مشاة و6 أفراد مدفعية صواريخ.
قامت القوة بتدمير دبابات ومدرعات العدو في هذا اليوم باستخدام الصواريخ المضادة للدروع مما جعل قائد اللواء يطلب تكرار هذه العملية لتكبيد العدو أكبر خسائر وتم تنفيذ 11 عملية مماثلة حتى يوم 18 أكتوبر عام 1973 وتم تدمير 44 دبابة خلال هذه المدة وتعد هذه العملية أول استخدام للصواريخ المضادة للدروع خلف خطوط العدو.
وطوال أحد عشر يوماً لم يتم استشهاد أو فقد أي فرد من أفراد القوة.

### الحرب المصرية الليبية
كان لحرب السادات والقذافى كما يسميها منصور عبد العزيز تأثير نفسي ضار عليه، وكانت دافعاً له لطلب الإحالة إلى التقاعد وتمت الموافقة على طلبه وخرج من الخدمة من القوات المسلحة في 1/1/1979.

## حياته المهنية بعد التقاعد
بعد خروجه من القوات المسلحة اشتغل في الأعمال الحرة في التجارة واستصلاح الأراضي الصحراوية في جنوب مصر والصحراء الشمالية.

## مؤلفاته
قام بتأليف كتاب "15 سنة على خط النار" يحكى فيه ذكرياته العسكرية وتحليله للحروب التي خاضتها مصر وكان مشتركاً بها وشاهداً عليها طوال حياته ولكن هذا الكتاب لم يتم إجازة نشره من قبل إدارة النشر بالقوات المسلحة.

## جوائز
القرار الجمهوري بمنح وسام نجمة الشرف الصادر في شهر فبراير سنة 1974.